# Ftalimida
La Ftalimida es una imida derivada del ácido ftálico con dos grupos carbonilo unidos a una amina secundaria. Es un sólido blanco a temperatura ambiente.

## Propiedades físicas
Cristales incoloros poco solubles en agua, soluble en ácido acético, etanol, soluciones acuosas básicas y benceno caliente. Insoluble en benceno frío, ligroína, cloroformo.

## Preparación
Ftalimida se puede preparar por calentamiento de anhídrido ftálico con amoníaco acuoso dando 95-97% de rendimiento. 
Alternativamente, se pueden preparar mediante la fusión del anhídrido con carbonato de amonio.

## Aplicaciones
La ftalimida se utiliza en plásticos, en síntesis química, y en investigación.

## Reactividad
Forma sales con diversos metales tales como potasio y sodio debido a su elevada acidez causada por los grupos carbonilo electrófilos unidos al átomo de nitrógeno, que se puede hacer reaccionar la ftalimida con carbonatos de metal. 
Se puede obtener ftalimida de potasio, haciendo reaccionar ftalimida con carbonato de potasio en agua a 100 °C o con hidróxido de potasio en etanol absoluto.
La ftalimida de potasio se utiliza en la síntesis de Gabriel de aminas primarias, y la síntesis de Gabriel de glicina tiene rendimientos tan altos como 85%.